# Mentoclaenodon
Il mentoclenodonte (gen. Mentoclaenodon) è un mammifero estinto, appartenente ai procreodi. Visse nel Paleocene medio-superiore (circa 60 - 57 milioni di anni fa) e i suoi resti sono stati ritrovati in Europa e in Nordamerica.

## Descrizione
Questo animale doveva avere la taglia di un odierno cane lupo; l'aspetto era vagamente simile a quello di un cane, ma più tarchiato, con le zampe corte e la testa più grossa. Il corpo era robusto, ma il cranio era davvero impressionante: lungo circa 15 centimetri, era dotato di notevoli canini allungati, a forma di sciabola. I canini erano crenulati lungo il margine posteriore, e la mandibola mostra una sorta di espansione ossea nella regione del mento. In alcune forme simili (Anacodon, dell'Eocene inferiore nordamericano) questa struttura era ancor più sviluppata ed era diventata una vera e propria flangia a protezione dei canini superiori quando la bocca era chiusa.

## Classificazione
Il genere Mentoclaenodon è stato descritto da Weigelt nel 1960, sulla base di resti fossili rinvenuti in riempimenti di fessura nel giacimento di Walbeck, in Germania; la specie tipo è Mentoclaenodon walbeckensis. A questo genere sono stati attribuiti anche fossili provenienti dal Wyoming (M. acrogenius), precedentemente ascritti al genere Claenodon. Questo animale era un rappresentante dei procreodi, un gruppo di mammiferi primitivi che si svilupparono nel Paleocene, subito dopo la scomparsa dei dinosauri e che adottarono una dieta carnivora. Un suo stretto parente era Arctocyon. 

## Stile di vita
I lunghi canini crenulati del mentoclenodonte testimoniano che questo animale era un carnivoro, il più grosso del suo habitat. I resti fossili indicano che non era molto numeroso, e rivestiva il ruolo di superpredatore. Questi animali furono i primi mammiferi in cui si svilupparono i denti a sciabola, una caratteristica che in seguito fu acquisita indipendentemente da numerosi altri gruppi di mammiferi carnivori (creodonti, nimravidi, sparassodonti, barbourofelidi, felidi).